# Relentless Retribution
Relentless Retribution é o sexto álbum de estúdio da banda de thrash metal Death Angel, lançado em 2010.

## Faixas
1. "Relentless Revolution" - 4:28
2. "Claws In So Deep" - 7:44
3. "Truce" - 3:31
4. "Into The Arms Of Righteous Anger" - 4:31
5. "River of Rapture" - 4:35
6. "Abscence Of Light" - 4:32
7. "This Hate" - 3:33
8. "Death Of The Meek" - 5:15
9. "Opponents At Sides" - 6:21
10. "I Chose The Sky" - 4:06
11. "Volcanic" - 3:34
12. "Where They Lay" - 4:30

## Créditos
- Mark Osegueda - Vocal
- Rob Cavestany - Guitarra, Vocal
- Ted Aguilar - Guitarra
- Will Carroll - Bateria
- Damien Sisson - Baixo

- Jason Suecof - Solos de Guitarra em "Truce"
- Rodrigo y Gabriela - Guitarras Acústicas em "Claws in so Deep"

## Paradas de vendas
| Paradas (2010)                  | Melhor posição |
| ------------------------------- | -------------- |
| Alemanha - Media Control Charts | 45             |
| Hungria - MAHASZ                | 9              |